# قلعه دولت‌آباد
قلعه دولت‌آباد مربوط به اواخر دوره صفوی - اوایل دوره قاجار است و در شهرستان دامغان، بخش امیریه، دهستان قهاب صرصر، روستای دولت‌آباد، کنار جاده تهران واقع شده و این اثر در تاریخ ۱۵ اردیبهشت ۱۳۸۶ با شمارهٔ ثبت ۱۹۳۲۵ به‌عنوان یکی از آثار ملی ایران به ثبت رسیده است.
ژورف پی‌یر فریه در مسیر دامغان، به قلعه دولت‌آباد می‌رسد و فضای داخلی آن را چنین شرح می‌دهد: «دولت آباد یکی از بهترین نمونه‌ها در ایران است که دیواری سه گانه آن را در برگرفته است. درون حصار آن یک قصر، مسجد، حمام و اصطبل‌های بزرگی دارد. در دوره سلطنت فتحعلی شاه، یکی از پسرانش حاکم شهر بود و در این قلعه سکونت داشت. چشمه‌ای خوب با آب گوارا در این‌جا جاری است.»  